# Bizonen

Bizonen innebar en sammanläggning av den brittiska och amerikanska zonen.

Bizonen (tyska: Bizone) kallades den zon som skapades då Storbritannien och USA lade samman sina ockupationszoner i Tyskland efter andra världskriget. Senare tillkom Frankrike varpå Trizonen skapades vilket senare skulle bli Förbundsrepubliken Tyskland. 